# 認知症愛の奇跡
『認知症愛の奇跡』（にんちしょうあいのきせき）は、2023年7月にシアターセブンにて公開された日本のドキュメンタリー映画。
厚生労働省推薦映画。

## 概要
在宅介護の外山さん夫婦と施設介護の中澤さん夫婦の「愛の奇跡」を5年かけて撮影・制作。
在宅介護の外山さん夫婦は、奥さま禮子さんが53歳で重度の若年性認知症と診断され、その後、進行も早く、寝たきり状態に、要介護５と話もできない、目も閉じていることが多く、当初は2人で「死」のうと夫努サンは、妻の首に手をかけてしまいました。われに返ってすぐ手を離しました。
贖罪からはじまった、約20年間の壮絶な介護人生の中でも、諦めずにリハビリをしたり、ボランティアで自身の介護体験やメイク療法を伝える活動をおこなってきましたが、夫努さんは、咽喉癌になり、2度の手術をしながらも介護を続けてきました。「生まれ変わってもまた夫婦でいたいと」夫の努さんは妻の禮子さんを献身的に介護を続けました。
外山さん夫婦がメディアに取り上げられました。
施設介護中澤さん夫婦は、施設に入居する前は、奥さん日子さんは歩行も出来なくなりましたが、施設に入居して、施設のスタッフとリハビリを頑張り、つたい歩きが出来るようになりました。
また、施設のスタッフや家族の「愛の力」と前向きな夫婦の努力で日常生活が出来るようになりました。

## スタッフ
- 監督 =  葉七はなこ
- プロデューサー 
 田巻不二夫
岡崎和佳子
渡辺哲弘
谷正義
弓場美幸
外山努
俣木泰和
笠島香織
橋口敏弘
塚本恵子
吉田奈美
- 撮影・編集・構成
 葉七はなこ
- 制作会社
フルール７
葉映社
- 配給 
フルール７
葉映社

『健康長寿の秘訣最強ご高齢者』
『平和を祈る戦争体験者と家族が伝えたいこと』2024年8月劇場公開。
特別協賛
- 株式会社オートグランド

協賛
- 琉球茶道教室ぶくぶく茶館
- 山下デンタルクリニック
- The Rising 太田幸子

撮影協力
- パナソニック株式会社エコソリューションズ社
- （公社）認知症の人と家族の会大阪支部
- (一社）きらめき認知症トレーナー協会
- (株）きらめき介護塾
- デイサービスセンター雅
- 老人ホーム雅
- メヌホット千里丘
- 株式会社竹千代
- キミトミライ
- 和歌山県竹あかり実行委員会
- 和歌山支援チーム
　有限会社菜の花
- サランヘルパーセンター
- 株式会社ケアリンク
- あでらんて株式会社
- おりーぶ庵株式会社
- 公益社天満会館
- 株式会社ケアサポートいろは

カメラ撮影協力
- 野村光彦
- 山田雄基

スチール撮影
- 谷正義
- 小濱正裕
- 中西保

制作スタッフ
- 山田雄基
- 中西保

## 出演者
- 外山努
- 外山禮子
- 中澤昭雄
- 中澤日子
- 渡辺哲弘
- 谷正義
- 畠博思
- 森田麻純
- 安部公美子
- 井上千晴
- 大河原幸子

## 音楽
- 葉七はなこ
- 安部公美子
- 井上千晴
- 塚本恵子
- 品川敏樹
- 井上愛悠奈
- 奥田怜子
- 交野市「はまゆりの唄」プロジェクトチーム